# 普列克底物蛋白
普列克底物蛋白（Pleckstrin）是一个发现于血小板的蛋白。其命名中“plec”来源于血小板及白细胞C激酶底物（platelet and leukocyte C kinase substrate），“kstr”来自于氨基酸序列KSTR（赖氨酸-丝氨酸-苏氨酸-精氨酸）。
此名词是PH结构域（pleckstrin 同源结构域，pleckstrin homology domain）和DEP结构域（Dishevelled, Egl-10 and Pleckstrin domain，DEP domain）的词源。
中文暂名：普列克底物蛋白